# Triângulo unitário

Triângulo unitário no plano euclidiano

Triângulo unitário é denominado na matemática numérica um triângulo retângulo com catetos de comprimento unitário. É descrito no sistema de coordenadas cartesiano por exemplo como triângulo com vértices {\displaystyle (0;1)}, {\displaystyle (1;0)} e {\displaystyle (0;0)}.
O triângulo unitário tem área {\displaystyle {\tfrac {1}{2}}}. A hipotenusa tem comprimento {\displaystyle {\sqrt {2}}}, e seu perímetro é portanto {\displaystyle 2+{\sqrt {2}}}.
Frequentemente, especialmente na matemática numérica e cálculo integral, cálculos com triângulos gerais podem ser feitos mediante transformações afim utilizando este tipo simples de triângulo.